# Dacrydium huonense
Dacrydium huonense là một loài thực vật hạt trần trong họ Podocarpaceae. Loài này được A. Cunn. ex Carriere mô tả khoa học đầu tiên..